# Peruanisch-Bolivianische Konföderation
Die Peruanisch-Bolivianische Konföderation (spanisch Confederación Perú-Boliviana) war ein kurzlebiger Konföderationsstaat in Südamerika. Er bestand von 1836 bis 1839 als lose Union der Staaten Bolivien und Peru (zu dieser Zeit geteilt in die Republiken Nord-Peru und Süd-Peru). Erstes und einziges Staatsoberhaupt war der bolivianische Präsident Andrés de Santa Cruz, Hauptstadt war Tacna.
Die Konföderation zerfiel infolge der Niederlage im Peruanisch-Bolivianischen Konföderationskrieg gegen Chile.

## Geschichte

### Vorgeschichte und Konföderationsgründung

Flagge Boliviens

Flagge Süd-Perus

Flagge Nord-Perus

Sowohl das Gebiet des heutigen Boliviens als auch das Gebiet Perus waren Teil des 1542 gegründeten spanischen Vizekönigreichs Peru gewesen; das heutige Bolivien wurde damals oft als „Oberperu“ (Alto Perú) bezeichnet. Erst mit Gründung des Vizekönigreichs Río de la Plata 1776 war Bolivien von Peru getrennt worden. Mit der Unabhängigkeit Perus am 28. Juli 1821 ging das Vizekönigreich Peru unter. Bolivien erklärte seine Unabhängigkeit von Spanien am 6. August 1825. Das Fehlen einer geografischen Grenze sowie der Fortbestand kultureller, wirtschaftlicher und administrativer Strukturen der Kolonialzeit führten zu einer Situation permanenter gegenseitiger Einflussnahme zwischen beiden Ländern. Hinzu kam eine starke Bedrohungssituation durch Chile, die Bestrebungen nach einer gemeinsamen Allianz beider Länder verstärkte. Frühere Pläne einer Föderation beider Länder scheiterten an der Frage der Führungsrolle innerhalb der künftigen Union.
Nach dem Verzicht von Antonio José de Sucre wurde Andrés Santa Cruz zum bolivianischen Präsidenten gewählt; er trat sein Amt am 24. Mai 1829 an. Dieser nahm die militärische Unterstützung des peruanischen Caudillo Luís Orbegoso im Kampf gegen Agustín Gamarra und Felipe Santiago de Salaverry zum Anlass, weite Teile Perus zu besetzen. Am 15. August 1836 marschierte Santa Cruz in Lima ein. In Vorbereitung auf eine peruanisch-bolivianische Konföderation ließ er die politische Struktur Perus neu ordnen. Das Land wurde in zwei Republiken geteilt: Am 17. März 1836 gründete sich Süd-Peru unter General Ramón Herrera Rodado aus den vier südlichen Provinzen Perus. Nord-Peru, bestehend aus den nördlichen vier Provinzen Perus, folgte am 6. August 1836 unter der Regierung von Orbegoso. Beide Republiken vereinigten sich am 28. Oktober 1836 mit Bolivien zur Confederación Perú-Boliviana. Zusammen hatte die Konföderation schätzungsweise vier Millionen Einwohner. Am 1. Mai 1837 schlossen Abgeordnete aus den drei Teilstaaten den „Pakt von Tacna“, der als Verfassung dienen sollte. Nach seiner Veröffentlichung kamen aber Zweifel auf, speziell in dem um seine Unabhängigkeit fürchtenden Bolivien. Santa Cruz übernahm die Staatsgeschäfte als oberster Protektor. Die USA, Großbritannien und die französische Julimonarchie erkannten durch die Aufnahme diplomatischer Beziehungen die neue Föderation an.

### Konföderationskrieg und Ende der Konföderation
Hauptartikel: Peruanisch-Bolivianischer Konföderationskrieg
Angesichts der drohenden wirtschaftlichen und militärischen Dominanz forderte Chile die Auflösung der peruanisch-bolivianischen Konföderation. Als diese sich weigerte, entschied sich Chile zu einem Präventivkrieg. Der chilenischen Kriegserklärung vom 26. Dezember 1836 schloss sich Argentinien am 19. Mai 1837 an.
Bereits während des Krieges zeigte die Konföderation erste Auflösungserscheinungen. So erklärte Luís Orbegoso am 30. Juli 1838 einseitig die Unabhängigkeit Nord-Perus, ohne jedoch aus dem Krieg gegen Chile auszuscheiden. Nach anfänglichen Erfolgen der bolivianischen Truppen und dem Ausscheiden Argentiniens aus dem Krieg im Juni 1838 wendete sich das Kriegsglück in der zweiten Jahreshälfte 1838 zusehends. Mit der Versenkung der peruanischen Flotte am 12. Januar 1839 und der Niederlage der bolivianische Armee bei Yungay am 20. Januar 1839 war der Krieg zugunsten Chiles entschieden. Santa Cruz musste als Präsident Boliviens und Protektor der Konföderation abdanken und floh nach Ecuador. Auf bolivianischer Seite übernahm am 16. Juni 1839 José Miguel Velasco die Regierungsgewalt. Am 25. August 1839 erklärte der am 24. Februar zum Präsidenten gewählte peruanische General Agustín Gamarra offiziell die Auflösung der Konföderation und die erneute Unabhängigkeit (des inzwischen wiedervereinten) Peru.

### Nachwirkungen
Um die Nachfolge Santa Cruz’ entbrannte in Bolivien ein Bürgerkrieg. Präsident Velasco wurde gestürzt und Santa Cruz zwischenzeitlich noch einmal zum Präsidenten ausgerufen. Im anschließenden Machtkampf setzte sich General José Ballivián mit peruanischer Unterstützung durch; er wurde am 27. September 1841 Präsident Boliviens. Angesichts der instabilen Herrschaftsverhältnisse in Bolivien sah sich das einst dominierte Peru zu einem Angriff ermutigt. Dieser löste den Peruanisch-Bolivianischen Krieg von 1841 aus.